# 趙禹
赵禹（？—？），漢朝著名酷吏。
早年文笔犀利，為御史，曾任太中大夫、中尉、少府等职，“禹为人廉倨。为吏以来，舍毋食客。”，亦「一意孤行」由來。和張湯編定《越宮律》、《朝律》和“見知故縱”等法律。

## 延伸阅读
[在维基数据编辑]
 《史記/卷122》，出自司馬遷《史記》
 《漢書·卷090》，出自班固《漢書》